# Rhodocleptria bernaldezina
Rhodocleptria bernaldezina är en fjärilsart som beskrevs av Fernandez 1951. Rhodocleptria bernaldezina ingår i släktet Rhodocleptria och familjen nattflyn. Inga underarter finns listade.